# Nakladatelství Adolescent

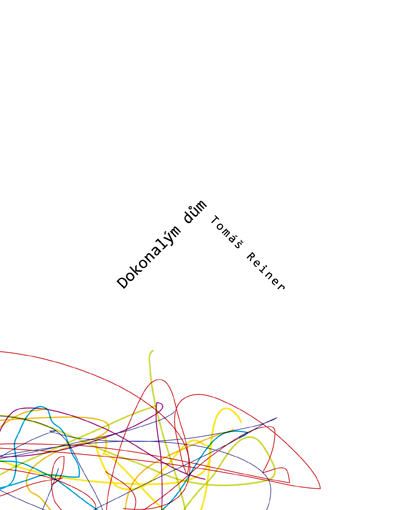
Titulka obálky sbírky básní Dokonalým dům

Nakladatelství Adolescent je české nakladatelství, které se zaměřuje na současné mladé autory poezie. 
Nakladatelství založil básník a výtvarník Aleš Kauer v roce 2007; jeho vyjádření: „V roce 2007 jsem založil malé (ve vší skromnosti samizdatové) nakladatelství Adolescent. Snahou bylo zmapovat a zastřešit autory vymezeného regionu, vydat jim knížky, a tím podpořit jejich tvůrčí zaujetí. Od roku 2010 se zaměřuji na bibliofilie s výrazným výtvarným podílem. Tyto artefakty jsou vydávány v počtu několika originálních kusů.“[zdroj?]

## Vydané tituly
- Reliéf Atlantiku nesluší suchozemcům (Aleš Kauer, 2007)
- Aldebaran (Pavel Petr, 2009)
- Atrium (Aleš Kauer, 2009)
- Střepy (Petr Marek Vosáhlo, 2009)
- Jinoch jitřenka vyšívaná projde tvým jablíčkem (básně Pavel Petr, kresby Aleš Kauer, 2009)
- Zprávy tísňové (Jiří Brož, 2010)
- emo BOOK (Aleš Kauer, 2011)
- Banality (Brane Mozetič, 2011)
- Ti samí chlapci (Pavel Petr, Aleš Kauer kresby, 2011)
- Dokonalým dům (Tomáš Reiner, graficky zpracoval Michal Ožibko, 2011)
- Nočňátko & smrtihlav (Von Roháč, kresby Von Roháč, 2012)
- Přeletět moře nad Bezdreví (Radek Štěpánek, graficky zpracoval Petr Vítek, 2012)
- Klestí (Petr Válek, grafická úprava Aleš Kauer, 2013)
- K nejbližším ostrovům (Pavel Petr, pouze v řečtině, graficky upravil Jan Křemének, 2013)
- Echoes (Dan Herman, koncept a perforace Aleš Kauer, 2013)
- Ovoce noční (Jiří Kott, grafické zpracování Aleš Kauer, 2014)
- Vně/Mně (Aleš Kauer, použity původní kresby Aleše Kauera z cyklu Vnitřní vitráže (2012), 2014)
- Tyro Trakl (Jiří Staněk, koncepce knížky a grafické zpracování Aleš Kauer, doslov Radek Malý, 2014)
- Zasněnec (Von Roháč, kresby Von Roháč, 2015)
- Sonety (V přepychu krásy) (básně Jiří Kuběna, cut out koláže Aleš Kauer, vydáno k osmdesátinám Jiřího Kuběny, 2016)